# Acidaminococcus
Acidaminococcus es un género de bacterias del filo Bacillota, cuyos miembros son diplococos anaerobios que pueden utilizar aminoácidos como la única fuente de energía para el crecimiento. Al igual que otros miembros de la clase Negativicutes, son gramnegativos, a pesar de ser Firmicutes, que son normalmente grampositivos.

## Etimología
El nombre Acidaminococcus deriva de: nuevo latín, sustantivo acidum (adjetivo acidus), un ácido; Nuevo adjetivo latino aminus, amino; género masculino sustantivo coccus (del griego género masculino sustantivo kokkos (κόκκος), grano, semilla), en forma de coccus; nuevo latín masculino género sustantivo Acidaminococcus, el aminoácido coccus.

## Especies
El género contiene 2 especies (incluyendo basónimos y sinónimos), a saber
- A. fermentans (Rogosa 1969 enend., Jumas-Bilak et al., 2007, especies (especie de género del género), participio latín adjetivo fermentans, fermentación.)[1]
- A. intestini (Jumas-Bilak et al., 2007),[2]